# Daptone Records
Daptone Records é uma gravadora independente de funk e soul criada por Gabriel Roth e Neal Sugarman e sediada no Brooklyn, Nova Iorque. Além de Sharon Jones & The Dap-Kings, a Daptone lançou artistas como Antibalas, The Sugarman 3, The Budos Band, The Poets of Rhythm, The Daktaris, The Mighty Imperials, Lee Fields, Charles Bradley, Binky Griptite, Naomi Davis e Jalen N’Gonda.